# Son of the Blue Sky
Son of the Blue Sky – piosenka polskiego zespołu rockowego Wilki, z płyty Wilki. Poświęcona jest Adamowi Żwirskiemu, przyjacielowi Roberta i ówczesnemu basiście, który zmarł z powodu przedawkowania heroiny w trakcie sesji nagraniowej do płyty. Jest to – obok Eli Lama Sabachtani – jeden z najbardziej znanych wczesnych utworów tej grupy. Tekst i muzykę napisał Robert Gawliński.